# ワット・ラーチャオーロサーラーム
ワット・ラーチャオラサラム・ラチャウォラウィハーン（Wat Ratcha-orasaram Ratchaworawihan Thai: วัดราชโอรสารามราชวรวิหาร), あるいは Wat Ratcha-orot (วัดราชโอรส; auch Wat Raja Orasaram もしくは Ratchaorotsaram)は、タイのバンコクにある仏教寺院である。

## 歴史
アユタヤ時代から既に存在しており、元々の名前はワット・チョーム・トーンであった。後のラーマ3世となるラーチャ・オーロト（王子）によって修繕されたことから、ラーマ2世がワット・ラーチャ・オーロトと改称した。
寺院改修は幸先よく、ラマ2世の王子がカンチャナブリ県でビルマとの戦争の準備をしていた時に端を発した。戦に向かう行進の際、軍は寺院に寄り一晩を明かした。王子はそこでバラモンの儀式と呼ばれる、戦争に行く兵士を祝福する宗教行事を執り行った。
滞在の間、王子は僧院長から、軍事行動における吉兆として、王子の勝利と無事の帰還が予見されると告げられた。王子は、もし戦いに勝利したら、きっと戻って寺院を改修し、勝利に従い完全な修復を行うと約した。
王子は中国様式を好んでおり、タイと中国の建築と芸術作品を融合して寺院を修復する職人集団を抱えていた。タイと中国の融合様式は寺院全体に見られる。

## 歴代僧院長
ワット・ラーチャオラサラムとして成立して以来、9代に亘り僧院長を擁する。現在の僧院長は「プラ・マハ・ポウォンサジャーン」で1982年からその任に就いている。

## 観光スポット

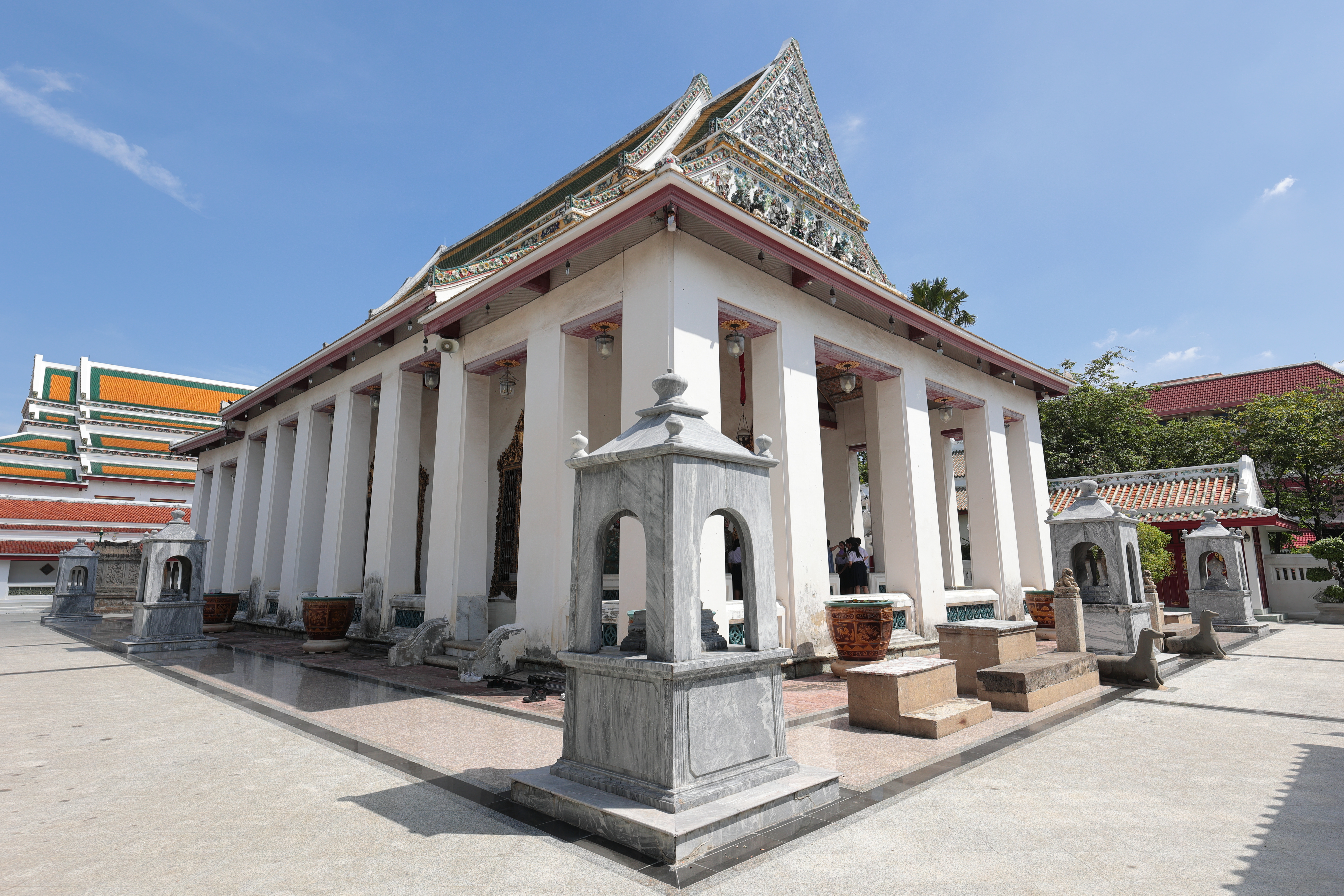
Ubosot
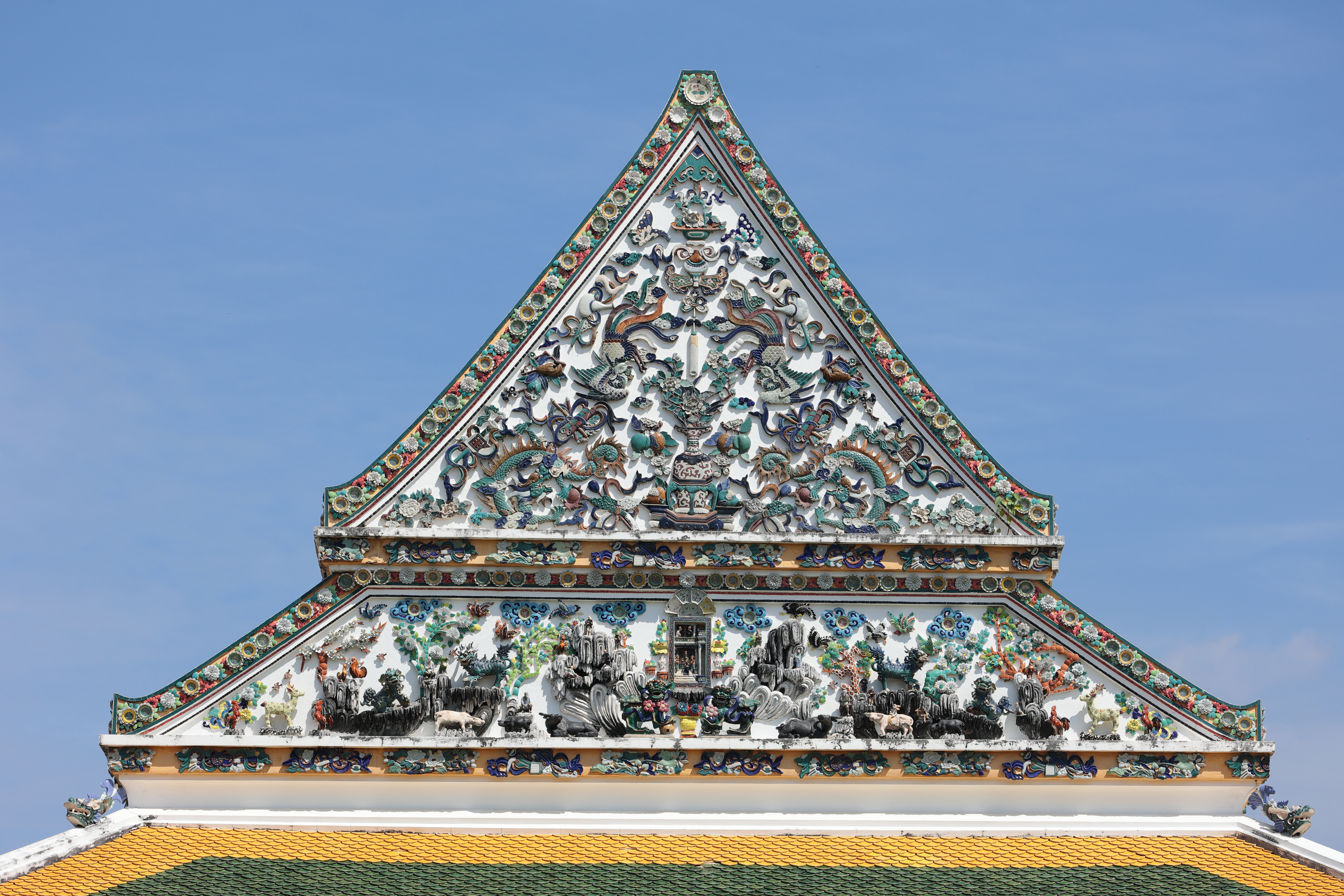
Wat Ratcha-orasaram: Giebel des Ubosot
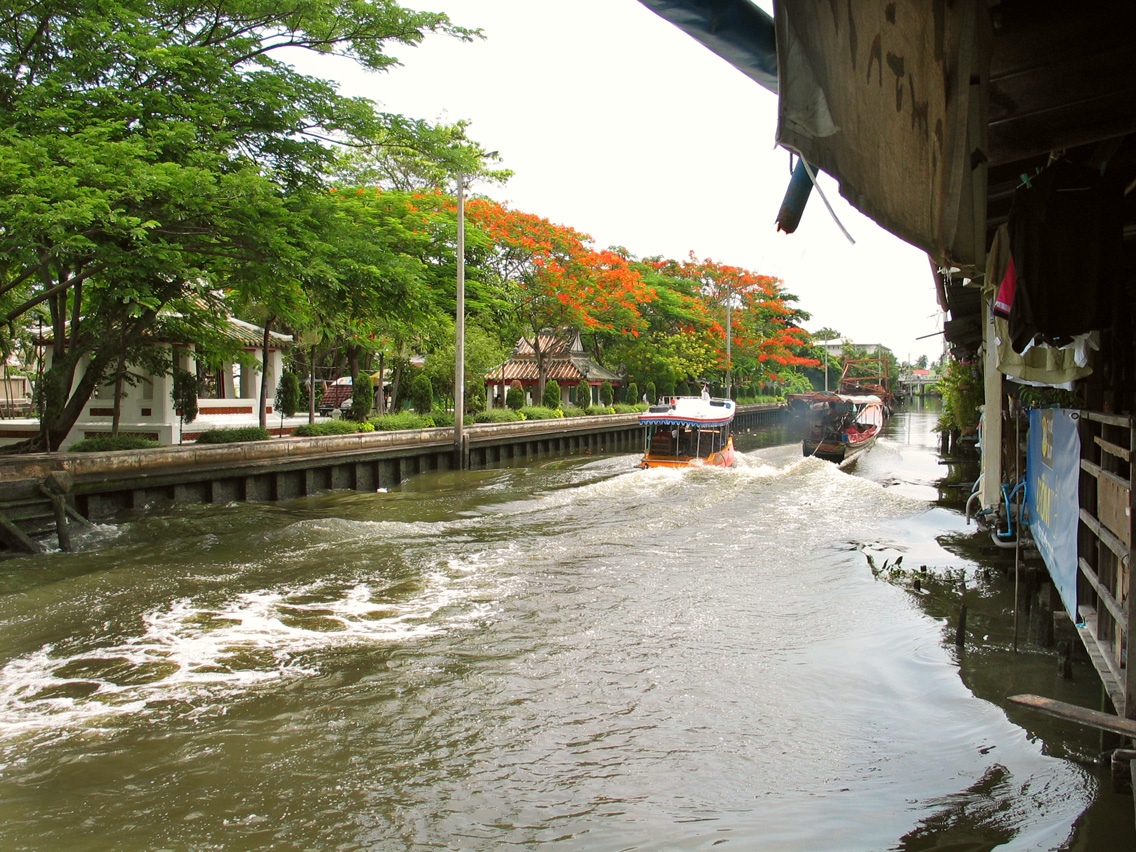
Khlong Sanam Chai am Wat Ratcha-orasaram
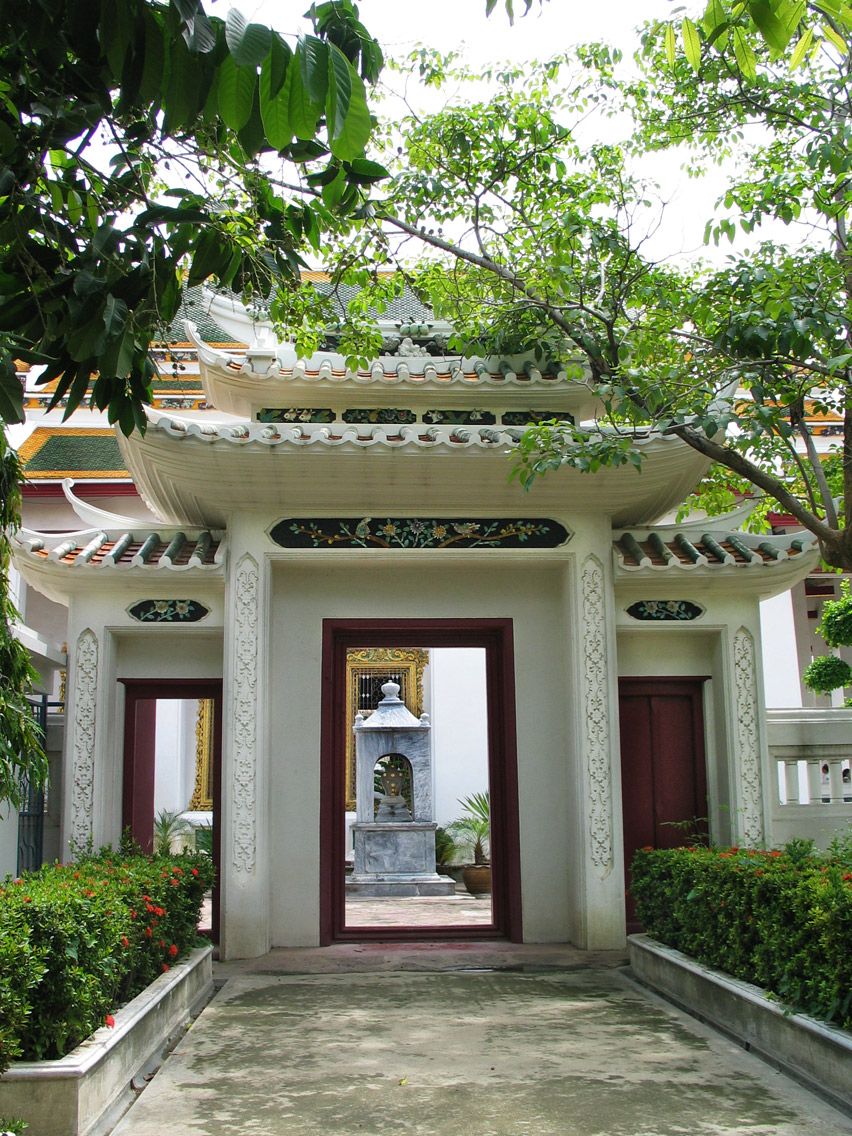
Durchgang zum Ubosot
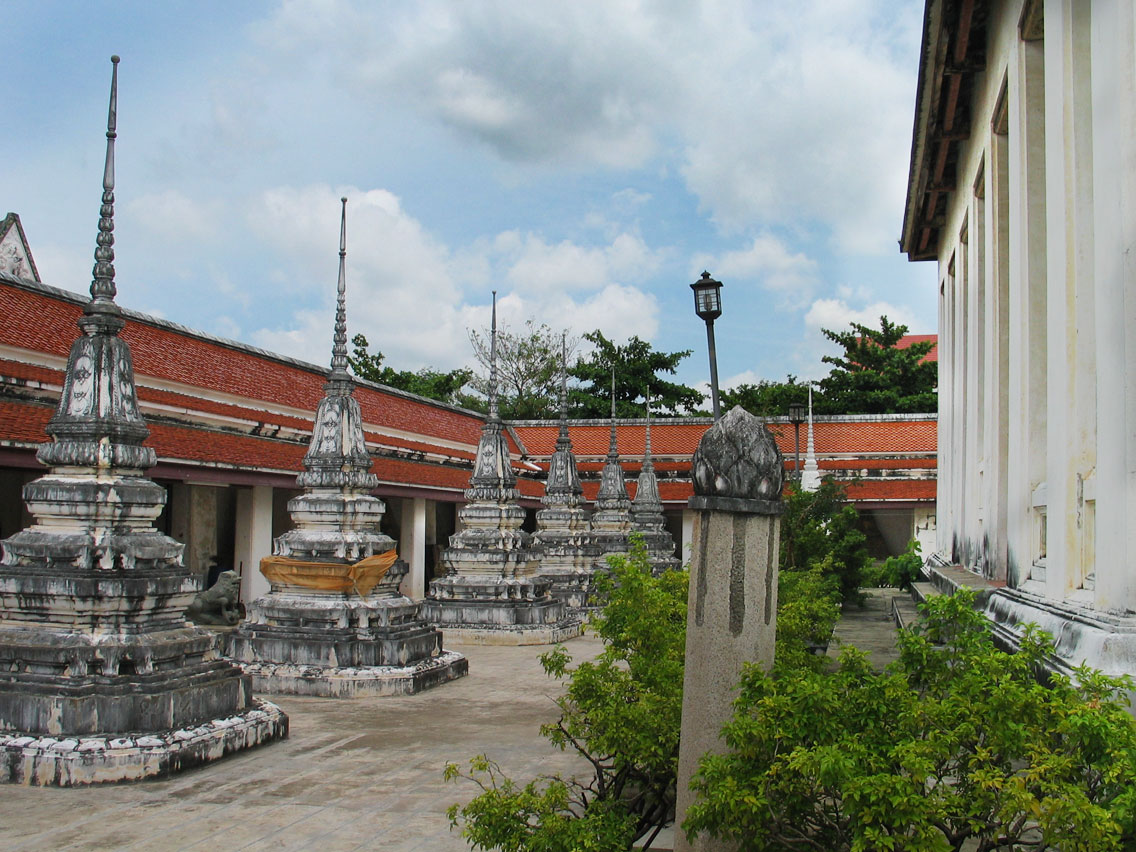
Vorhof am Wihan des liegenden Buddha